# 罗约翰
罗约翰（英語：John Ross，1842年—1915年），是一位英国传教士，曾受苏格兰长老会差会派遣到曾被称为“满洲”的中国东北。他先去了营口，而后来到奉天，也就是现在的沈阳市，并于1889年在此创立了教堂。该教堂取名为“东关教会”。因为基督教教堂不允许建在城墙内，这座教堂建在东门外，所以又叫“东门教会”。义和团运动后得以重建，现在仍然作为基督教教堂使用。
罗约翰在华期间曾会见一位朝鲜商人，这之后他便决定开始把《圣经》翻译成朝鲜文。1887年他完成翻译后将译本带到了朝鲜。1910年，他回到苏格兰，继续致力于苏格兰-中国的传教事业。

## 参看
- 韩国基督教
- 中国基督教史
- 圣经译本
- 沈阳东关教会

## 著作
- 《舊約約百註釋 (Conference Commentary on Job)》 / 羅約翰 (Ross, John, 1842-1915).  漢口 ：中國基督聖教書會，不詳 （页面存档备份，存于）  「基督教古籍數據庫」(香港浸會大學圖書館)

## 外部連結
- Father of the Korean Church （页面存档备份，存于）
- Ross and Bible women in the early Protestant mission of northern Korea and Eastern China
- 沈阳东关教会・简介